# Sumiyoshi-jinja (Fukuoka)
Le Sumiyoshi-jinja (住吉神社) est un sanctuaire shinto situé dans l'arrondissement de Hakata à Fukuoka. C'est probablement le plus vieux sanctuaire shinto de l'île japonaise de Kyūshū qui passe pour être le plus ancien de tous les sanctuaires Sumiyoshi. Les bâtiments, qui datent de 1623, ont été construits sur l'ordre de l'ancien daimyō Kuroda Nagamasa (1568–1623).
Il est à l'origine consacré aux Sumiyoshi sanjin (de) qui passent pour avoir été d'abord vénérés par l'impératrice Jingū. Plus tard, Jingū-kōgō et Amaterasu-ō-mi-kami sont ajoutés comme kamis invités (aidono-no-kami ou haishi réginal). Une légende veut que Jingū-kōgō a une vision dans ce sanctuaire, par laquelle elle apprend qu'elle donnera naissance à un fils (le futur empereur Ōjin) ainsi que la date de son accouchement.
Le Sumiyoshi-jinja ne donne pas de shintai aux autres sanctuaires mais seulement aux compagnies maritimes et aux familles à l'occasion du lancement d'un navire. Pour les prières de nature purement personnelle, il existe une salle spéciale, la kito, dans l'enceinte du sanctuaire.
Le sacerdoce du sanctuaire est héréditaire et ce, d'après des sources fiables[Lesquelles ?], depuis au moins quarante-quatre générations. Jusqu'au XXe siècle règnent de très strictes règles de propreté pour le prêtre résident. Ainsi n'a-t-il pas de droit pendant treize mois de participer à des matsuri après la mort d'un de ses parents et il ne peut prendre aucune nourriture dans sa propre maison lorsqu'un des membres féminins de sa famille qui y réside a ses menstruations.
Une particularité des rites de purification du sanctuaire est que les lavages se font avec de l'eau glacée au lieu de chaude dans la matinée du Nago-shi sai.
Le Nago-shi-sai, fondé sur le calendrier lunaire, se tient du 30 au 31 juillet sur la rive de la Nakagawa. À cette occasion, les gens prient pour la pureté de l'esprit et du corps ainsi que pour la disparition de la tristesse.